# Национальный посёлок (КНР)
Национальный посёлок — вид посёлка в КНР, созданного для национальных меньшинств. Создание этих 民族镇 (национальных посёлков) было самостоятельным решением местных властей (официально должны только быть национальные волости), и 17 июля 1992 г. вышло постановление Государственного совета 《国务院关于停止审批民族镇的通知》о том, чтобы их больше не создавали, но некоторые существующие, видимо, разрешили оставить. На текущий момент существуют 15 национальных посёлков:

## Хэйлунцзян
- Нюцзя-Маньчжурский национальный посёлок (牛家满族镇) — городской уезд Учан город субпровинциального значения Харбин
- Лалинь-Маньчжурский национальный посёлок (拉林满族镇) — городской уезд Учан город субпровинциального значения Харбин
- Синьань-Корейский национальный посёлок (新安朝鲜族镇) — городской уезд Хайлинь городского округа Муданьцзян
- Саньчакоу-Корейский национальный посёлок (三岔口朝鲜族镇) — городской уезд Дуннин городского округа Муданьцзян
- Шуйшиин-Маньчжурский национальный посёлок (水师营满族镇) — район городского подчинения Анъанси городского округа Цицикар
- Вонюту-Даурский национальный посёлок (卧牛吐达斡尔族镇) — Мэйлисы-Даурский национальный район городского округа Цицикар
- Цзянцяо-Монгольский национальный посёлок[англ.] (江桥蒙古族镇) — уезд Тайлай городского округа Цицикар

## Гирин
- Улацзе-Маньчжурский национальный посёлок (乌拉街满族镇) — район городского подчинения Лунтань городского округа Цзилинь
- Ехэ-Маньчжурский национальный посёлок (叶赫满族镇) — район городского подчинения Тедун городского округа Сыпин
- Эршицзяцзы-Маньчжурский национальный посёлок (二十家子满族镇) — городской уезд Гунчжулин городского округа Сыпин

## Шаньдун
- Хоуцзи-Хуэйский национальный посёлок (侯集回族镇) — уезд Цао-сянь городского округа Хэцзэ

## Чжэцзян
- Лючэн-Шэский национальный посёлок (柳城畲族镇) — уезд Уи городского округа Цзиньхуа
- Лаочжу-Шэский национальный посёлок (老竹畲族镇) — район городского подчинения Ляньду городского округа Лишуй
- Сыцянь-Шэский национальный посёлок (司前畲族镇) — уезд Тайшунь городского округа Вэньчжоу
- Сикэн-Шэский национальный посёлок (西坑畲族镇) — уезд Вэньчэн Лунтань городского округа Вэньчжоу